# Шмуклер, Юлия Исааковна
Юлия Исааковна Шмуклер (род. 1936) — советский и израильский математик, писательница.

## Биография
Родилась в Днепропетровске в 1936 году, с 1939 года семья жила в Москве. В 1941 году её отец был репрессирован; в 1943 году был комиссован и освобождён по состоянию здоровья (история его освобождения из заключения — в рассказе её племянника Ю. Б. Шмуклера «Стечение обстоятельств»).
Пыталась поступить на биофак МГУ, но не была принята; окончила Институт инженеров железнодорожного транспорта (позднее она напишет в «Автобиографии»: «Зашевелились проклятые вопросы: что это за режим, которому я нужна в железнодорожниках и не нужна в биологах?»). Занималась переводами научных статей; работала в Институте автоматики и телемеханики (с 1969 года Институт проблем управления), занималась кибернетикой и статистической физикой. Защитила диссертацию «Методы статистической физики в задачах коллективного поведения автоматов». Участвовала в семинаре межфакультетской лаборатории МГУ «Математические методы в биологии». В 1970 году статья Ю. Шмуклер «Задача голосования со случайной ошибкой» была представлена к публикации А. Колмогоровым.
В 1959—1987 годах (официально; фактически лишь часть этого срока) была замужем за математиком Львом Левитиным (род. 1935). Сын — Борис Левитин (р. 1965).
В 1972 году её рассказ «Чудо» был опубликован в самиздате. В ноябре 1972 года с матерью и сыном уехала из СССР в Израиль. С 1973 по 1977 год преподавала математику в Тель-Авивском университете. Публиковалась в журналах, сборник рассказов вышел в издательстве «Библиотека Алия» (Юлия Шмуклер. Уходим из России. 144 с., Иерусалим, 1975). Потом потеряла работу и бедствовала. С 1980 года живёт в США.

## Творчество и его оценки
Сборник «Уходим из России» удостоился самых высоких оценок в эмигрантской прессе. Филолог Омри Ронен, например, отозвался о Юлии Шмуклер как о «необычайно даровитой писательнице… просиявшей, как весёлая искорка, в 1970-е годы в Израиле и трагически исчезнувшей». Критик Михаил Копелиович назвал Юлию Шмуклер «очень крупным прозаиком», а книгу «Уходим из России» — «прозаическим шедевром» (вместе с тем отрицательно отозвавшись о более позднем рассказе, опубликованном в № 118 журнала «22»). Литературовед Шимон Маркиш упомянул в интервью в 1998 г.: «Была такая писательница — наверное, никто её уже в России не помнит, хотя она была замечательная писательница — Юлия Шмуклер, она давным-давно сгинула где-то в Америке…».
Несмотря на «трагическое исчезновение» и предположения о забвении, рассказы Юлии Шмуклер до сих пор перепечатываются в интернете и популярны среди читателей, в том числе и в России: например, рассказ «Чудо» был прочитан на конкурсе чтецов «Живая классика» в Ханты-Мансийске в 2017 году.